# Cupressus funebris
Cupressus funebris (Кипарис плакучий, кит.: bai mu) — вид хвойних рослин родини кипарисових.

## Поширення, екологія
Країни поширення: Китай (Чунцин, Ганьсу, Гуйчжоу, Хубей, Хунань, Шеньсі). Цей вид зустрічається в змішаних гірських лісів або (деградованих) рідколіссях разом з Platycarya strobilacea, Vitex negundo, Ligustrum, Viburnum, Pittosporum, Myrsine africana, Vitex negundo; у вапняному ґрунті або в супіску над пісковиками; також широко посаджений і, ймовірно, вторгається в порушену рослинність локально. Висотний діапазон цього виду між 300 м і 2260 м над рівнем моря.

## Морфологія
Дерево до 35 м у висоту і 200 см діаметра. Кора гладка, коричнева. Гілки більш-менш горизонтальні або спрямовані вгору. Листки світло-зелені або сіро-зелені, щільно притиснуті, лускоподібні, диморфні, 1–1,5 мм завдовжки, вершини з гострим кінцем. Листки молодих дерев часто з довгою фіксацією в вирощуванні, м'які, синьо-зелені, 4–7 мм довжиною, ростуть по 2 або 4. Пилкові шишки еліпсоїді або яйцеподібні, 2,5–5 мм; мікроспорофілів 10–14. Шишки темно-коричневі при дозріванні, кулясті, 8–15 мм в діаметрі, на коротких черешках. Шишкові луски 6–8(12), кожна родюча луска містить 3–5 (або 6) насіння. Насіння світло-коричневе, блискуче, обернено-яйцеподібно-ромбічне або майже округле, плоске, 2,5–3,5 мм. Сім'ядолі 2. Запилення відбувається в березні-травні, насіння дозріває в травні-червні. 2n = 22.

## Використання
Цей вид широко посаджений в Китаї як декоративний, він особливо поширений біля буддійських храмів. Деревина також вважається цінною завдяки міцності і традиційно він використовувалася для трун з цієї причини. У Європі вид є рідкістю у вирощуванні і більшість старих збережених дерев засновані на колекції насіння, котрі Ернест Вілсон зробив в провінції Хубей, Китай, в 1907 році.

## Загрози та охорона
Можливість вторинного введення від культивованих дерев за межами первісного ареалу робить оцінку загрози диких популяцій надзвичайно важким для цього виду. Цей вид записаний у кількох охоронних територіях; однак неясно, чи вони є результатом впровадження або натуралізації.